# Epitonium minorum
Epitonium minorum é uma espécie de molusco gastrópode marinho da família Epitoniidae, na ordem Caenogastropoda. Foi classificada por Tom Iredale, em 1835, e descrita originalmente como Acutiscala minora no texto "Australian molluscan notes", no. 2.; publicado em Records of the Australian Museum. 19(5): 267-340, pls 20-24 [7 April 1936]; sendo distribuída pelo sudeste da Austrália (com seu holótipo coletado na Baía de Sydney, em Nova Gales do Sul), e na Nova Zelândia.

## Descrição da concha
Possui uma concha turriforme, de branca a amarelada, com abertura circular e sem canal sifonal ou umbílico, dotada de um relevo de costelas lamelares e espaçadas, por volta; atingindo até 2.5 centímetro de comprimento.

## Distribuição geográfica
Esta espécie está distribuída pelo sudeste da Austrália e Nova Zelândia.